# Wiggle Honda/Saison 2014
Dieser Artikel listet die Erfolge und den Kader der Radsportteams Wiggle Honda in der Saison 2014 auf.

## Erfolge
| Datum           | Rennen                                                           | Kat. | Siegerin                |
| --------------- | ---------------------------------------------------------------- | ---- | ----------------------- |
| 7. April        | Grand Prix de Dottignies                                         | 1.2  | Giorgia Bronzini        |
| 16. Mai         | 3. Etappe Tour of Chongming Island                               | 2.1  | Giorgia Bronzini        |
| 21. Mai         | 1. Etappe Tour of Zhoushan Island                                | 2.2  | Charlotte Becker        |
| 23. Mai         | 3. Etappe Tour of Zhoushan Island                                | 2.2  | Giorgia Bronzini        |
| 21.–23. Mai     | Gesamtwertung Tour of Zhoushan Island                            | 2.2  | Charlotte Becker        |
| 6. Juli         | 2. Etappe Giro d’Italia Femminile                                | 2.1  | Giorgia Bronzini        |
| 12. August      | 3. Etappe Route de France Féminine                               | 2.1  | Giorgia Bronzini        |
| 2. September    | 1. Etappe Tour Cycliste Féminin International de l’Ardèche       | 2.2  | Giorgia Bronzini        |
| 3. September    | 2. Etappe (EZF) Tour Cycliste Féminin International de l’Ardèche | 2.2  | Linda Melanie Villumsen |
| 4. September    | 4. Etappe Tour Cycliste Féminin International de l’Ardèche       | 2.2  | Giorgia Bronzini        |
| 6. September    | 6. Etappe Tour Cycliste Féminin International de l’Ardèche       | 2.2  | Giorgia Bronzini        |
| 2.–7. September | Gesamtwertung Tour Cycliste Féminin International de l’Ardèche   | 2.2  | Linda Melanie Villumsen |

## Team
| Fahrerin                 | Geburtsdatum       | Nationalität           |
| ------------------------ | ------------------ | ---------------------- |
| Elinor Barker            | 7. September 1994  | Vereinigtes Königreich |
| Beatrice Bartelloni      | 5. Februar 1993    | Italien                |
| Charlotte Becker         | 19. Mai 1983       | Deutschland            |
| Giorgia Bronzini         | 3. August 1983     | Italien                |
| Emily Collins            | 16. September 1990 | Neuseeland             |
| Emilia Fahlin            | 24. Oktober 1988   | Schweden               |
| Rochelle Gilmore         | 14. Dezember 1981  | Australien             |
| Mayuko Hagiwara          | 16. Oktober 1986   | Japan                  |
| Dani King                | 21. November 1990  | Vereinigtes Königreich |
| Peta Mullens             | 8. März 1988       | Australien             |
| Amy Roberts              | 24. Dezember 1994  | Vereinigtes Königreich |
| Joanna Rowsell           | 5. Dezember 1988   | Vereinigtes Königreich |
| Anna Sanchis             | 18. Oktober 1987   | Spanien                |
| Anna-Bianca Schnitzmeier | 27. Juli 1990      | Deutschland            |
| Laura Trott              | 24. April 1992     | Vereinigtes Königreich |
| Linda Melanie Villumsen  | 9. April 1985      | Neuseeland             |